# Bukateja (Balapulang)
Bukateja is een bestuurslaag in het regentschap Tegal van de provincie Midden-Java, Indonesië. Bukateja telt 2527 inwoners (volkstelling 2010).